# Singendonck

Singendonck is een uit Nijmegen afkomstig geslacht waarvan leden vanaf 1817 tot de Nederlandse adel behoren en dat in 1928 uitstierf.

## Geschiedenis
De stamreeks begint met Diederik Singendonck († 1548 ) die in 1533 burger van Nijmegen werd en vanaf 1538 prefect van het Valkhof was. Bij Koninklijk Besluit van 20 januari 1823 werd zijn nazaat mr. Johan Matthias Singendonck, vrijheer van Dieden en heer van (half) Maasacker (1769-1819) verheven in de Nederlandse adel; met een kleindochter van hem stierf het geslacht in 1928 uit.

## Enkele telgen
- Mr. Matthias Lambertus Singendonck, vrijheer van Dieden (door koop 1724) (1678-1742), schepen en burgemeester van Nijmegen
  - Coenraad Diderik Neomagus Singendonck, heer van Dieden (1727-1792), richter van Dieden, groot-burger en raad van Nijmegen
    - Jhr. mr. Johan Matthias Singendonck, vrijheer van Dieden en heer van (half) Maasacker (1769-1819), politicus en burgemeester
      - Jhr. Coenraad Diderik Pontiaan Singendonck (1796-1864), luitenant-generaal
      - Jkvr. Anna Singendonck (1806-1883); trouwde in 1834 met mr. Justinus Jacob Leonard van der Brugghen (1804-1863), lid van de Tweede Kamer
      - Jhr. mr. Johan Anne Singendonck (1809-1893), griffier van de Eerste Kamer
        - Jkvr. Anna Maria Singendonck (1853-1928), laatste telg van het geslacht